# Episodi di The League (settima stagione)
La settima e ultima stagione della serie televisiva The League è stata trasmessa in prima visione sul canale statunitense FXX dal 9 settembre al 9 dicembre 2015.
In Italia la stagione è stata trasmessa in prima visione dal canale satellitare Fox Comedy dal 5 ottobre al 28 dicembre 2016.
| nº | Titolo originale             | Titolo italiano   | Prima TV USA      | Prima TV Italia  |
| -- | ---------------------------- | ----------------- | ----------------- | ---------------- |
| 1  | That Other Draft             |                   | 9 settembre 2015  | 5 ottobre 2016   |
| 2  | The Draft of Innocence       |                   | 16 settembre 2015 | 12 ottobre 2016  |
| 3  | The Blind Spot               |                   | 23 settembre 2015 | 19 ottobre 2016  |
| 4  | Deflategate                  |                   | 30 settembre 2015 | 26 ottobre 2016  |
| 5  | The Bully                    |                   | 7 ottobre 2015    | 2 novembre 2016  |
| 6  | The Beer Mile                |                   | 14 ottobre 2015   | 9 novembre 2016  |
| 7  | Trophy Kevin                 |                   | 21 ottobre 2015   | 16 novembre 2016 |
| 8  | The Last Temptation of Andre |                   | 28 ottobre 2015   | 23 novembre 2016 |
| 9  | The Yank Banker              | Il porno-bancario | 4 novembre 2015   | 30 novembre 2016 |
| 10 | The Block                    |                   | 11 novembre 2015  | 7 dicembre 2016  |
| 11 | Adios y Bienvenidos          |                   | 18 novembre 2015  | 14 dicembre 2016 |
| 12 | The 13 Stages of Grief       |                   | 2 dicembre 2015   | 21 dicembre 2016 |
| 13 | The Great Night of Shiva     |                   | 9 dicembre 2015   | 28 dicembre 2016 |